# Santaji Ghorpade
Santaji Mahaloji Ghorpade (1645-1696),[carece de fontes?] popularmente conhecido como 'Santaji' ou 'Santaji Ghorpade', foi um dos maiores guerreiros e o principal general do Império Marata durante o regime do Chhatrapati Rajaram. Seu nome se tornou inseparável do nome de Dhanaji Jadhav, com quem ele fez campanhas contra o Exército Mogol continuamente de 1689 a 1696. Ele é considerado um dos expoentes mais importantes do ganimi kava (guerra de guirela).

## Primeiros anos
Santaji pertencia à histórica família Ghorpade, que é um ramo do clã Bhonsle. Os Ghorpades eram originalmente chamados de Bhosales. Seu ano de nascimento não é conhecido, no entanto, estima-se que seja por volta de 1660. Ele era o mais velho de três filhos[carece de fontes?] de Mhaloji Ghorpade, que era o Senapati (Geral) de Sambhaji. Ele tinha dois irmãos mais novos chamados Bahirji e Maloji. Mhaloji era filho de Baji Ghorpade, morto por Shivaji, como algumas fontes dizem que Baji conseguiu junto com Afzal Khan prender e humilhar Shahji Bhosale (pai de Shivaji) no tribunal de Adilshah. Mais tarde, no entanto, Shivaji fez as pazes com Mhaloji Ghorpade, dizendo seus sábios motivos para matar Baji Ghorpade. Santaji e seu irmão mais novo Bahirji acompanharam Shivaji Maharaj em sua campanha de Jalna em 1679. Shivaji Maharaj havia punido um jovem Papaiji pedindo que ele não mostrasse o rosto por três meses, quando ignorou o aviso de retirada em Jalna, causando atraso nas forças maratas. Mais tarde, Santaji se tornou um importante Sardar durante o reinado de Sambhaji Maharaj. Sambhaji havia enviado a ele e ao alto Sardar Keso Trimal Pingle, com um exército de 17 mil homens, para trazer suprimentos de comida da região de Gingee em 1686. Santaji estava com seu pai em 1689 quando Sambhaji estava sendo capturado, enquanto Mhaloji se recusou a deixar Sambhaji como seu Senapati e morreu protegendo seu rei em Sangameshwar. Santaji foi convidado a sair à frente enquanto Sambhaji planejava distrair as forças invasoras mongóis e escapar.[carece de fontes?] Após sua morte prematura e sem cerimônia, seus filhos e irmãos permaneceram leais a Rajaram e Tarabai[carece de fontes?] ajudando ainda mais a causa marata de Swaraj.

## Papel na Guerra Marata-Mogol
No início do regime de Rajaram, em 1689, Santaji alcançou o posto de oficial de Pancha Hajari, isto é, comandante de 5.000 soldados. Imediatamente após a brutal tortura e execução do Chatrapati Sambhaji Maharaj por Aurangzeb, Santaji atacou seu acampamento em Tulapur com a ajuda de seus irmãos, Bahirji Ghorpade e Maloji Ghorpade, seu sobrinho Vithoji Chavan e dois mil soldados das tropas de Dhanaji. Em um feito ousado, ele cortou as cordas das tendas de Aurangzeb, pegou os pináculos imperiais de ouro e fugiu. Muitos foram mortos na tenda real de Aurangzeb. Inicialmente, assumiu-se que Aurangzeb também morreu, mas ele foi encontrado vivo mais tarde, enquanto passava um tempo na tenda de Zenat-Un-Nissa, filha de Auranzeb. No entanto, essa incidência ajudou a impulsionar o moral marata e restaurou sua autoconfiança para resistir e atacar a ocupação mogol de Maharashtra. O Chhatrapati Rajaram conferiu títulos aos três Ghorpades e Vithoji Chavan por este ataque corajoso; Santaji recebeu o título de Mamalakatt Madaar, Bahirji recebeu o título de Hindurao e o irmão mais novo Maloji como Ameer-ul-Umrao e Vithoji Chavan recebeu o título de Himmat Bahadur.
Em setembro de 1689, junto com Dhanaji, Santaji atacou o general Shiekh Nizam de Aurangzeb, que havia cercado o forte de Panhala. O exército de Nizam foi severamente espancado e seu tesouro, cavalos e elefantes foram capturados. Então, durante o período de 1689 a 1690, Santaji e Dhanaji foram instruídos a impedir o exército Mogol em Maharashtra de perseguir e entrar em Karnataka após a ida de Rajaram para Jinjee. Eles conseguiram essa façanha e foram capazes de desacelerar e envolver os mongóis em perseguir escaramuças. Em dezembro de 1690, Santaji e Dhanaji foram promovidos como principais generais maratas, e foram colocados respectivamente sob a supervisão de Ramchandra Pant Amatya e Shankraji Narayan Sacheev.
Em 25 de maio de 1690, Sarzakhan, também conhecido como Rustamkhan, um nobre e comandante mogol, foi facilmente derrotado e capturado perto de Satara em conjunto por Ramchandra Pant Amatya, Shankraji Narayan, Santaji e Dhanaji, e isso provou ser um grande revés para o imperador Aurangzeb. Em julho de 1692, por sua grande vitória, o Chhatrapati Rajaram o recompensou com o Deshmukhi (feudo) de Miraj.
No último trimestre de 1692, Santaji e Dhanaji foram enviados para o sul para aliviar a pressão mogol sobre Jinjee. E no caminho para lá, eles conseguiram capturar Dharwad em 8 de outubro de 1692, com um exército composto por sete mil soldados de infantaria marata, sob o comando da dupla.
Em 14 de dezembro de 1692, Santaji derrotou o general Alimardan Khan de Aurangzeb, o capturou e o trouxe de volta ao forte Jinjee. Em dezembro de 1692, o exército mogol, sob Zulfikhar Ali Khan, perto de Jinjee, foi encurralado e espancado por Santaji e Dhanaji. Então, em 5 de janeiro de 1693, Santaji atacou o acampamento mogol em Desur e saqueou seu tesouro, armas e gado.
Em 14 de novembro de 1693, o general Mughal Himmat Khan espancou Santaji perto de Vikramhalli em Karnataka. Logo depois, Santaji reagrupou suas tropas e reencontrou Himmat Khan novamente em 21 de novembro de 1693 e vingou sua derrota anterior.
Em julho de 1695, Santaji encurralou o exército mogol acampando perto de Khatav e o perseguiu.[carece de fontes?] O visitante italiano da corte mogol, Minnucci, listou detalhes dos ataques devastadores e rápidos dos maratas aos acampamentos mogóis. Alto nível de tensão, estresse e apreensão entre as tropas e seguidores do acampamento, sobre a sempre presente ameaça marata foram registrados. Em 20 de novembro de 1695, Kasim Khan, o poderoso general de Aurangzeb em Karnataka, foi atacado, derrotado e morto por Santaji em Doderi, perto de Chitradurga.
Em dezembro de 1695, Dhanaji foi derrotado em uma batalha perto de Vellore por Zulfiquar Khan. Em 20 de janeiro de 1696, perto de Baswapattan, Santaji atacou, derrotou e matou pessoalmente o general mogol Himmat Khan. Em 26 de fevereiro de 1696, o general mogol Hamid-uddin Khan derrotou Santaji em um breve combate. Em abril de 1696, Santaji também foi derrotado por Zulfikhar Khan em Arani, em Karnataka.
Em 1693, após longas negociações com Rajaram, Zulfiquar Khan foi informado de que Santaji não gostou disso. Santaji derrotou e capturou Zuliquar Khan. É um fato amplamente conhecido que Zulfiquar Khan atrasou a captura de Jingee deliberadamente, seguindo o plano de seu pai Asad Khan de criar um território para si mesmo, semelhante aos estados Adilshah e Qutubshah, agora extintos, no sul. Eles esperavam que o octogenário Aurangzeb morresse logo devido à velhice ou deposto por seus filhos impacientes pelo trono de Deli. Assim, o caos sucessório na corte mogol seguirá para lhes proporcionar a oportunidade de anexar o território sul, especialmente Golconda, em Hiderabade.
Rajaram estava ciente das ambições de Zulfiquar e conspirou com os Khan contra Aurangzeb, provavelmente por questões de política, sobrevivência e segurança do futuro. Mais tarde, em 1699, Zulfiquar também providenciou uma passagem segura para as esposas de Rajaram, sem serem molestadas, quando ele capturou Jinjee, com Rajaram já escapando. Os Khan e Rajaram tinham entendimento de se beneficiarem da política ou de gratificações anteriores. Isso foi semelhante a Shahji e Radullah, mais tarde por seus filhos, Shivaji e Rustam, fornecendo informações de seus tribunais. A política então era muito complexa e mutável, aqueles que agiam sem vinganças pessoais sobreviviam e eram claros em sua previsão. Zulfiquar Khan também acompanhou a família de Sambhaji com respeito e sem moléstia a Aurangzeb depois que ele capturou Raigad. Ele também era muito protetor e muito bem-querente de Shahu (filho de Sambhaji em cativeiro) na campanha de Aurangzeb, provavelmente esperava que Marata ajudasse suas próprias ambições. A mãe de Zulfiquar era irmã de Shaista Khan e ele próprio se casou com a filha do Khan. Shaista Khan, que também era casado com a irmã de Aurangzeb, perdeu os três dedos e o orgulho nas mãos de Shivaji, pai de Rajaram, no ataque surpresa mais famoso de Pune.
Santaji, conhecido por ser um grande intrépido nas táticas de guerra de guerrilha, não parecia astuto ao entender a manipulação da política e da diplomacia atrás das cortinas, e entendeu mal seu rei e a causa final marata em muitas ocasiões, levando a uma briga entre ele e Rajaram.
Em 8 de maio de 1696, Santaji encontrou Rajaram no forte Jinjee, discutiu com ele sobre certos assuntos, algumas fontes sugerem que ele exigia recompensas por seus serviços e deixou Jingee sem resolver suas diferenças. Santaji não tinha exatamente paciente como Dhanaji Jadhav e lidou com muita ação com confronto, bravata e raiva brutal, mas foi altamente disciplinado e leal à causa marata, para dominar e subjugar decisivamente seus oponentes. Enquanto se encontrava com Rajaram, ele argumentou e disse com desrespeito: "Os Chatrapatti existem por minha causa e eu posso destronar Chatrapattis à vontade". Provavelmente, mais tarde, ele voltou à tona com raiva e deixou o local sem a permissão de Rajaram. Dhanaji foi feito o novo Sarnaubat (Mestre de Cavalaria), que enfureceu ainda mais Santaji.
Rajaram, desta vez, não teve um conselho sábio de Praladji Pant, seu Pratinidi (principal ministro), que havia morrido. Praladji provou grande talento em lidar com personalidades conflitantes como Santaji durante o início da ressurreição marata após a morte de Sambhaji. Rajaram, portanto, não poderia lidar com uma provocação tão desrespeitosa sem repreensão, a fim de manter a disciplina na hierarquia marata. Apesar de serem provocações imperdoáveis durante o tempo dos antecessores de Rajaram ou mesmo de acordo com os padrões militares de Santaji. As ordens de prisão foram emitidas pelo rei para disciplinar o grande guerreiro a fim de evitar mais danos, mas Rajaram não o desejaria assassinado, como algumas fontes populares sugerem mais tarde. Santaji foi perseguido tanto pelos maratas quanto pelos mogóis.
Em junho de 1696, por ordem de Rajaram, Dhanaji atacou Santaji por sua rebelião perto de Vriddhachalam, mas teve que retroceder. Em março de 1697, Dhanaji derrotou Santaji em Dahigaon com a ajuda de Hanmantrao Nimbalkar.
Jadunath Sarkar, um renomado historiador da história marata, fornece uma grande visão em seu livro, House of Shivaji, sobre os heroicos e a queda de Santaji Ghorpade. Khafi Khan escreve: "Shanta costumava infligir severas punições a seus seguidores. Pela menor falha, ele faria com que o agressor fosse pisoteado até a morte sob um elefante". O homem que insiste em eficiência e disciplina em um país trófico se torna universalmente impopular e, portanto, não nos surpreendemos quando aprendemos com Khafi Khan que "a maioria dos nobres maratas se tornou o inimigo de Shanta e fez um acordo secreto com seu rival Dhanaji Jadhav. para destruí-lo".
Em maio de 1696, Dhanaji atacou Santaji, mas Santaji foi vitorioso e conseguiu capturar um dos principais membros de Dhanaji, Amritrao Nimbalkar. Mais tarde, Santaji ordenou que ele fosse pisoteado até a morte por um elefante. A irmã de Amritrao, Radhabai, era casada com Nagoji Mane, de Mhaswad, que então trabalhava para os mogóis. A irmã exigiu que o marido vingasse a morte de seu irmão.
Em Masir-i-Alamgiri, a biografia de Aurangzeb, descreve um relato de Santaji: "No caminho para Jingee, esse desgraçado teve uma briga com Dhana Jadhav, que estava acompanhando Rajaram por conta de uma antiga briga. Shanta triunfou e fez Amritrao, cunhado de Nagoji, camarada e assistente de Dhana, ser esmagado por um elefante. Ele também capturou Rajaram, mas Dhana escapou. No dia seguinte, Shanta apareceu diante de Rajaram com os pulsos amarrados, suplicando: "Sou o mesmo servo leal (como antes). Minha grosseria deveu-se a isso que você queria fazer Dhana ser igual e alcançar Jingi com a ajuda dele. Agora farei o que você quiser". Então ele soltou Rajaram e o conduziu para Jinjee.
Outra causa da atitude de indiferença de Satanji em relação ao governo foi o fato de ele estar sendo atraído pelas correntes cruzadas da rivalidade ministerial da capital ocidental de Maharashtra. Ele ficou do lado de Parshuram, o rival de Ramchandra Pant, também conhecido como Amatya (palavra sânscrita para Peshwa). Dhana Jadhav era o preferido de Rajaram e Ramchandra Pant, este era mais um remanescente de Rajaram e conduzia todos os seus assuntos na ressurreição marata após a morte de Sambhaji. Dhana também foi muito elogiado nos registros mogóis e preferido em qualquer negociação entre chefes maratas e mogóis. Dhana era o bisneto do irmão de Jijabai. Jijabai também era avó de Rajaram. Santaji era possivelmente o neto de Baji Ghorpade, que prendeu e humilhou o avô de Rajaram, Shahji na corte de Adilshah em 1648. No entanto, é improvável que isso tenha alguma influência nas relações tensas entre duas facções. Shahji Raje ajudou muitos de seus parentes de Maratha a subir ao poder, e Ghorpades também se beneficiou muito de sua benevolência.
Ou Santaji se sentia subestimado e esperava mais recompensas, ou outros sentiam seus meios e métodos brutais e desagradáveis, ele certamente poderia ter sido bem administrado se Rajaram tivesse um bom conselho de ministros para lidar com essas personalidades por meio da diplomacia. Então, os mogóis sabiam meios desonestos para criar brechas dentro dos maratas usando inseguranças de facções individuais. Com toda a probabilidade, Santaji, bem como seu rei anterior Sambhaji, orgulhava-se de sua bravura e era leal ao Império Marata, porque Swaraj era seduzido por qualquer suborno ou tática inimiga.
Em julho de 1697, Nagojirao Mane, um general marata, mas um Turncoat a serviço de Aurangzeb, matou covardemente Santaji na floresta de Karkhel enquanto Santaji realizava ritos religiosos nas margens de um rio local. A história segue Santaji inicialmente se refugiando em Mhaswad sob Nagoji, que também era conhecido por ser benevolente em relação aos refugiados maratas que buscavam asilo. Depois de fazer uma boa refeição na casa de Nagoji, ele saiu, pois não se supunha que nenhuma disputa ainda fosse necessária, mas Radhabai não podia esquecer e perdoar a morte de seu irmão, então insistiu com seu marido Nagoji para perseguir e vingar a morte de seu irmão Amritrao. Santaji não tinha muitos seguidores na época, seu exército já o abandonara e estava fugindo por sua vida. Durante algum tempo, Aurangzeb colocou uma grande recompensa em sua cabeça, pois a guerra de atrito contra ele por gente como Santaji frustrou e destruiu as fileiras e os recursos dos mongóis. Nagoji levou a cabeça decepada de Santaji para satisfazer sua esposa, mas ela caiu, e mais tarde foi encontrada pelos espiões de Firuz Jung, funcionário do serviço mogol, que enviou a cabeça de Santaji para Aurangzeb, provavelmente para reivindicar a grande recompensa. A cabeça foi exposta recebida com trombetas pelos soldados mongóis, mais propensos a reduzir o medo do que celebrar a morte do inimigo mais temido. Assim, o enfraquecimento do Império Marata era apenas uma questão de tempo após a morte de Santaji.
De vez em quando, os maratas perdiam grandes heróis e o ímpeto do reverenciado Swaraj.

## Legado
Seu filho mais velho, Ranoji, tornou-se um general de sucesso e morreu em uma batalha em 1701. O filho de Santaji, Yeshoji & Tukoji, continuou suas atividades militares mudando sua base para Sandur, perto de Bellary & Guti em Karnataka. Com a ajuda de Telangi-Berads, eles tomaram partido da facção Tarabai de Kolhapur durante a guerra de sucessão em Marata, travada entre Shahu e Tarabai. Depois que os Peshwa de Pune obtiveram poderes adicionais em 1749, Ghorpades concentrou suas atividades em Karnataka.
Murarrao Ghorpade, sobrinho-neto de Santaji, fez uma aliança com Muhammad Ali e o ajudou a derrotar Chanda Sahib na famosa Batalha de Arcot travada em 1751. Essa batalha é conhecida na história da Companhia Britânica das Índias Orientais como parte das Guerras Carnáticas travadas entre as forças lideradas por Robert Clive da Companhia Britânica das Índias Orientais e Dupleix liderou a Companhia Francesa das Índias Orientais entre 1751 e 1758, também conhecida como guerra de 7 anos. Os historiadores ingleses tendem a destacar a ameaça de Nizam de Hiderabade-Hyder Ali-Sultão Tipu, mantendo-os concentrados em Karnataka-Tamil Nadu, longe da política de Pune Darbars. Ghorpades manteve relações de trabalho com a Companhia Britânica das Índias Orientais em suas operações em Karnataka-Tamil Nadu, amadurecendo no cordial relacionamento estabelecido com Robert Clive durante o cerco a Arcot em 1751. Descendentes de Santaji ainda vivem em Sandur & Guti, Karnataka. Seus descendentes também fazem parte das famílias de Bedag Thane, Madhabhavi Thane, Khemlapur Thane, do estado Datwadd, Satave em Kolhapur e Sangli nos distritos de Maharashtra. Um ramo de descendentes continuou a servir no estado principesco de Bhosale. O Ramchandra Ghorpade deste ramo possuía propriedades feudais perto de Satave de Panhala. Mais tarde, após a independência da Índia, seu neto Nivruti Vithoji Ghorpade co-fundou a Warana Sugar e indústrias aliadas. Ele permaneceu vice-presidente das indústrias Warana por 35 anos.
Jadunath Sarkar, famoso historiador, escreve em seu livro, a história militar da Índia, sobre Santaji:
"Ele era um mestre perfeito dessa arte, que pode ser mais corretamente descrita como guerra partiana do que como tática de guerrilha, porque ele não só podia fazer marchas noturnas e surpresas, mas também percorria longas distâncias rapidamente e combinava os movimentos de grandes áreas com precisão e pontualidade incríveis em qualquer exército asiático que não seja o de Gengis Khan e Tamerlão".